# Theophilus Hastings (7e comte de Huntingdon)
Theophilus Hastings, 7e comte de Huntingdon (10 décembre 1650 - 30 mai 1701) est un homme politique anglais du XVIIe siècle et jacobite. L'un des rares non-catholiques à rester fidèle à Jacques II d'Angleterre après novembre 1688, dans les rares occasions où il est mentionné par les historiens, il est décrit comme un "instrument facile des Stuarts ", un "transformateur" ou "un renégat pur et simple" .
Sa fille Lady Elizabeth Hastings (1682-1739) est une célèbre philanthrope et partisane de l'éducation des femmes qui créé les « Lady Elizabeth Hastings Charities ».

## Jeunesse
Theophilus Hasting est né le 10 décembre 1650, quatrième fils de Ferdinando Hastings, 6e comte de Huntingdon et de sa femme Lucy. Ses trois frères aînés meurent avant sa naissance et il succède à son père en 1656 à l'âge de cinq ans. Autrefois la famille prééminente du Leicestershire, les Hastings ont perdu de leur influence après des décennies de dépenses excessives et de pertes subies pendant les guerres des Trois Royaumes de 1642 à 1651 . Le 6e comte est resté neutre mais son frère cadet Henry commande la garnison royaliste tenant le siège familial du château d'Ashby de la Zouch, qui est partiellement détruit par les forces parlementaires en 1648 .

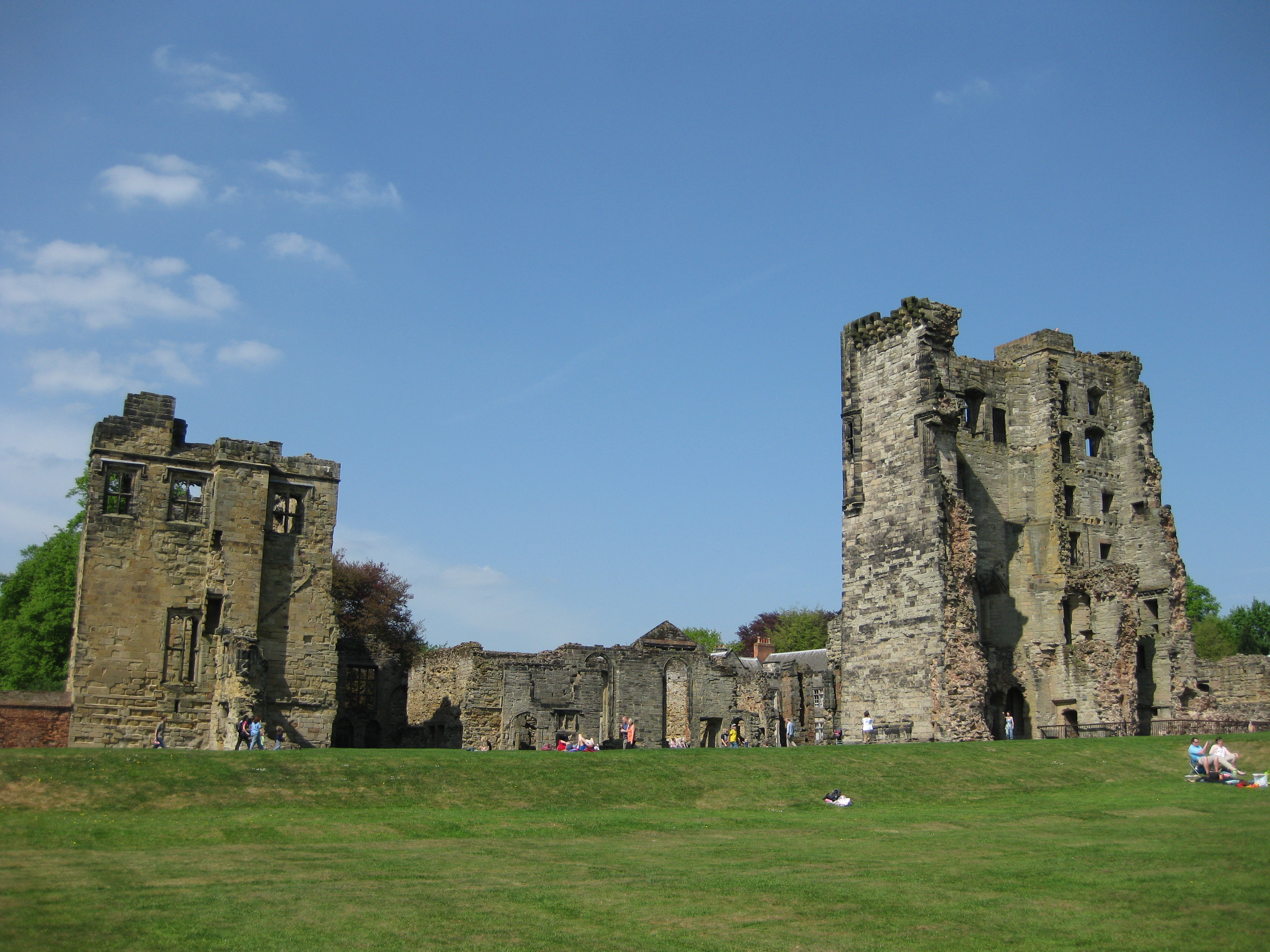
Le siège original de la famille Hasting, le château d'Ashby de la Zouch ; partiellement détruit en 1648 et jamais reconstruit

La famille déménage dans leur domaine de Donington Hall, où Hastings est éduqué par sa mère et son oncle Henry, qui reviennent d'exil après la Restauration en 1660. Il est également créé baron Loughborough et lord-lieutenant du Leicestershire, un poste occupé par la famille Hastings presque continuellement entre 1550 et 1642. Après la mort d'Henry en 1667, il est remplacé par John Manners et retrouver cette position devient l'ambition primordiale d'Hastings .
En 1672, Hastings épouse Elizabeth Lewis (morte en 1688), dont la sœur Mary (morte en 1684) est l'épouse du comte de Scarsdale ; les deux sont cohéritières de Sir John Lewis, un riche marchand qui possède Ledstone Hall, dans le Yorkshire de l'Ouest . Ils ont neuf enfants, dont deux seulement survivent jusqu'à l'âge adulte; George Hastings, 8e comte de Huntingdon (1677-1704) et Lady Elizabeth Hastings (1682-1739), soutien reconnue de l'éducation des femmes .
Elizabeth meurt en 1688 et deux ans plus tard, Hastings épouse Mary Fowler (1664-1723), riche veuve de Thomas Needham, 6e vicomte Kilmorey (1659-1687) . Ils ont deux fils et quatre filles survivantes ; Ann (1691-1755), Catherine (1692-1739), Frances (1693-1750), Theophilus Hastings (1696-1746), Margaret (1699-1768) et Ferdinando (1699-1726) .

## Carrière

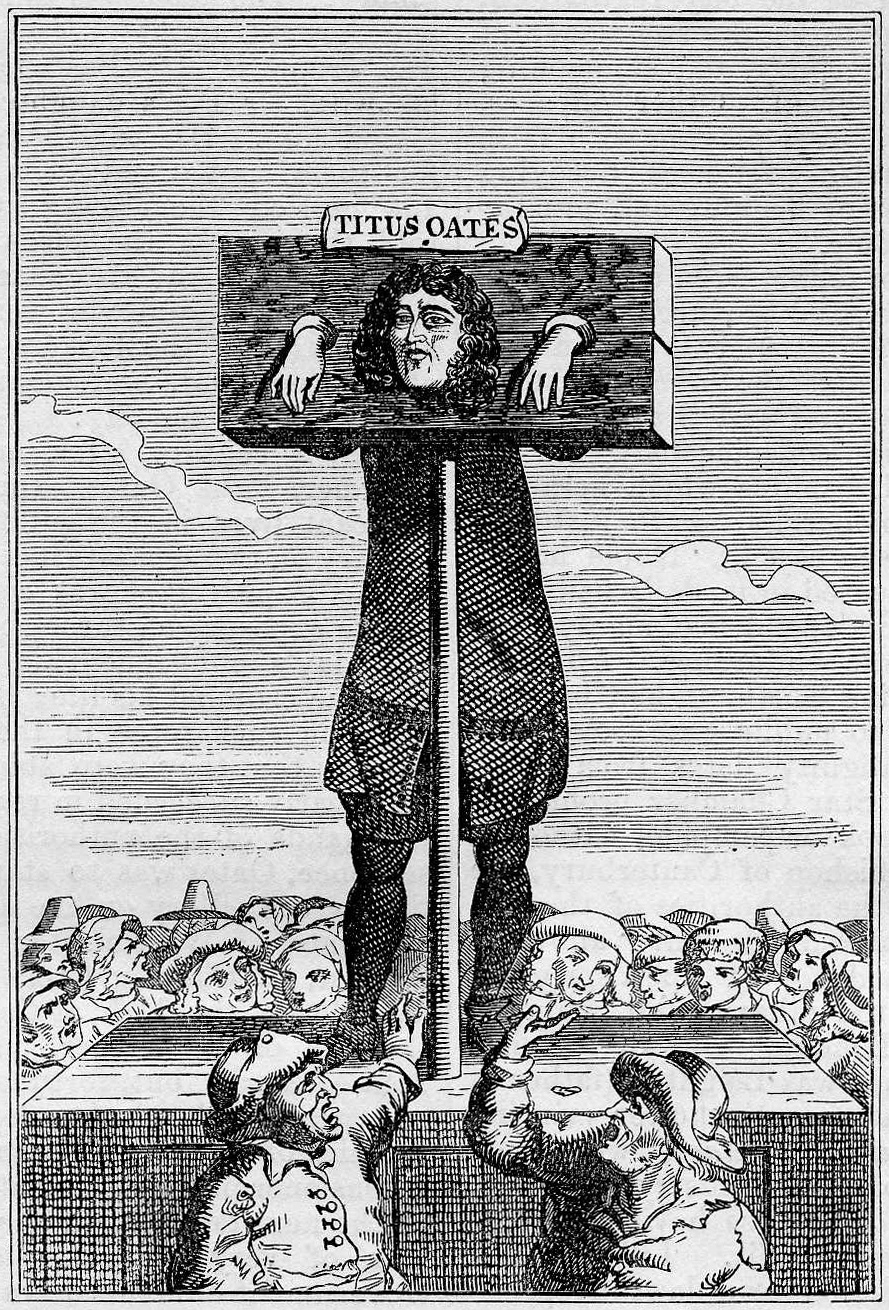
Les troubles causés par le Complot papiste conduisent à l'arrestation de Titus Oates en août 1681; auparavant partisan, Hasting a changé de camp et est devenu un soutien du gouvernement

Hastings prend son siège dans les Lords et est un partisan fiable de la Couronne jusqu'en 1677, lorsque le John Manners succède à son père en tant que lord-lieutenant. La famille Manners soutient le Parlement dans les guerres civiles, et Hastings est frustré par un manque perçu de gratitude pour le service de sa famille . Il rejoint la faction dirigée par Shaftesbury, qui s'oppose aux efforts de Charles pour régner sans Parlement et fait campagne contre « le Pape et le gouvernement arbitraire. La succession potentielle du duc d'York catholique et pro-français est considérée comme une autre étape vers l'absolutisme et conduit à la crise d'exclusion de 1679-1681. Hastings est un opposant de premier plan au duc d'York. Lors d'un dîner public en 1679, il propose un toast au duc protestant de Monmouth, considéré comme une alternative à James, et « confusion à la papauté », provoquant un échange passionné avec d'autres invités .
Au cours de la campagne anti-catholique connue sous le nom de Complot papiste en 1680, Hastings vote pour l'exécution du vicomte Stafford, tout comme sept des huit membres de la propre famille de Stafford . Cela conduit à l'exécution de 22 conspirateurs présumés et provoque des troubles généralisés; en août 1681, Titus Oates, source des accusations, accuse la reine d'avoir comploté pour empoisonner Charles .
Cela est considéré comme allant trop loin et beaucoup retirent alors leur soutien, notamment Hastings. Banni de la Cour en 1680, il est rétabli en grâce en octobre 1681. En février 1682, il paie à Scarsdale 4 500 £ pour son poste de capitaine de l'Honorable Band of Gentlemen Pensioners, un garde du corps de cérémonie ayant un accès étroit au monarque . Il est nommé au Conseil Privé en 1683 et quand James devient roi en février 1685, il est fait Justice in eyre et colonel d'un régiment d'infanterie .
Au début de son règne, James dispose d'un large soutien, héritant d'une législature tellement dominée par ses partisans qu'elle est connue sous le nom de Parlement loyal. Les souvenirs des guerres des Trois Royaumes de 1638 à 1651 font que la majorité craint les conséquences de l'élimination de l'héritier « naturel » ; cela provoque l'effondrement rapide des rébellions de Monmouth et d'Argyll en juin 1685. Cependant, l'Église d'Angleterre et le système juridique sont des éléments clés d'une société stable. Les politiques religieuses de James minent la première, les tentatives de les faire respecter attaquent la seconde. Lorsque le Parlement refuse d'adopter ses mesures, il est suspendu en novembre 1685 et par la suite il gouverne par décret ; le principe est accepté, la portée et l'approche ne l'ont pas été, et les juges qui s'opposent à son interprétation sont démis de leurs fonctions .

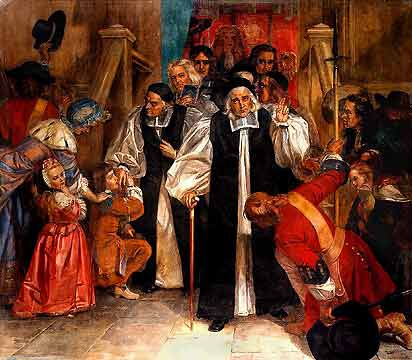
Les sept évêques après leur acquittement, juin 1688 ; la signature de leur mandat d'arrêt a gravement affecté la réputation ultérieure de Hastings

Pendant la Glorieuse Révolution en novembre 1688, Hastings et son régiment sont envoyés pour sécuriser Plymouth ; à son arrivée, il est arrêté par son gouverneur, le comte de Bath, qui se déclare pour Guillaume . Il est libéré le 26 décembre, deux jours après la mort de sa femme en couches. En tant que l'un des trente individus exemptés de l'Acte de grâce de 1690, il perd ses fonctions bien qu'il ait continué à fréquenter les lords .
Il conserve d'abord une certaine influence locale et en 1690, son soutien aide à faire élire Sir Edward Abney, candidat conservateur pour Leicester. Par la suite, l'arrondissement est dominé par la famille Manners et il se retire de la politique active . En tant que Jacobite engagé, Hastings est arrêté pendant la peur de l'invasion de 1692, prétendument parce que ses écuries sont « pleines de chevaux » . Après le complot d'assassinat jacobite de mars 1696, il vote contre l'exécution de Sir John Fenwick et refuse de prêter le serment de loyauté imposé par le Parlement . L'un de ses derniers actes est de voter contre l'Acte d'Établissement qui déshérite les exilés catholiques Stuart en faveur de la protestante Sophie de Hanovre . Ses dernières années sont dominées par un différend juridique de longue date avec son fils aîné sur les domaines de sa première femme, qui n'est réglé qu'après sa mort . Il meurt à Londres le 30 mai 1701 et est remplacé par George, qui sert aux Pays-Bas pendant la guerre de Succession d'Espagne et meurt de fièvre en 1705 .
Même si Hasting est une figure politique mineure et qu'il n'est pas inhabituel de changer de camp, dans les rares occasions où il est mentionné par les historiens, il est décrit comme un « instrument facile des Stuarts », un « renégat » ou un « renégat pur et simple » . Sa réputation d'incohérence s'est accrue au cours du Parlement de la Convention de 1689, lorsqu'il vote d'abord contre une Régence, puis avec les loyalistes jacobites, et enfin en faveur de l'élection de Guillaume comme roi . L'historien Peter Walker soutient que toutes les autres questions sont secondaires au rétablissement de la position de sa famille, mais « la loyauté continue envers James au cours de ses dernières années suggère qu'il n'est pas un homme dépourvu de principes » .

## Sources
- William Belsham, Appendix to the History of Great Britain, from the Revolution, 1688, to the Treaty of Amiens, A.D. 1802 Volume 1, 2014, 1802 (ISBN 5518964153)
- John Curtis, A Topographical History of the County of Leicester, 2017, 1831 (ISBN 1528215095)
- John Childs, Army, James II and the Glorious Revolution, Manchester University Press, 1986 (ISBN 0719006880)
- Charles Dalton, English army lists and commission registers, 1661-1714, Government and General Publishers, 1896
- Andrew Hanham, Borough of Leicester in The History of Parliament: the House of Commons 1690-1715, Boydell & Brewer, 2002 (lire en ligne)
- Tim Harris, Revolution: The Great Crisis of the British Monarchy, 1685–1720, Allen Lane, 2006 (ISBN 978-0-7139-9759-0)
- Richard Holmes, Marlborough; England's Fragile Genius, Harper Press, 2009 (ISBN 978-0007225729)
- Journals of the House of Commons, Volume 11; 1693-1697, House of Commons, 1803
- Clyve Jones et David Jones, Peers, Politics and Power: House of Lords, 1603-1911, Hambledon Continuum, 1986 (ISBN 0907628788)
- JP Kenyon, Popish Plot, William Heinemann Ltd, 1972 (ISBN 978-0434388509)
- Neil Livingstone, Pedagogy and Power: Rhetorics of Classical Learning, CUP, 1998 (ISBN 978-0521594356)
- John Miller, James II; A study in kingship, Menthuen, 1978 (ISBN 978-0413652904)
- Peter Tapsell, The Personal Rule of Charles II, 1681-85: Politics and Religion in an Age of Absolutism, Boydell Press, 2007 (ISBN 978-1843833055)
- Edward Vallance, Revolutionary England and the National Covenant: State Oaths, Protestantism, and the Political Nation, 1553-1682, Boydell Press, 2005 (ISBN 978-1-84383-118-1)
- Peter Walker, James II and the Three Questions: Religious Toleration and the Landed Classes, 1687-1688, 2010, 1956, 62–64 p. (ISBN 978-3039119271)
- Walker, « The political career of Theophilus Hastings (1650-1701), 7th Earl of Huntingdon », Transactions of the Leicestershire Archaeological and Historical Society, no 71,‎ 1977
- JR Western, Monarchy and revolution: the English State in the 1680, Littlehampton Book Services Ltd, 1972 (ISBN 0713732806)